# أبو القاسم الآمدي
أبو القاسم الآمدي هو الحسن بن بشر بن يحيى الآمدي (توفي 370 هـ ,980 م) أديب وشاعر ولغوي.
أصله من آمد (ديار بكر) ونشأته ووفاته بالبصرة.
قال فيه ياقوت: "كان حسن الفهم، جيد الدراية والرواية، سريع الإدراك"

## سيرته
هو أبو القاسم الحسن بن بشر بن يحيى الآمدي. أصله من آمد، لكن مولده ووفاته بالبصرة. شاعر ولغوي. كان ديوانه نحو مائة ورقة، كانت نسخة منه بحلب في القرن السابع. توفي سنة 371 هـ/ 981 م.

## مؤلفاته
- المؤتلف والمختلف في أسماء الشعراء وكناهم وألقابهم وأنسابهم
- الموازنة بين البحتري وأبي تمام  وهو أشهر كتبه.
- معاني شعر البحتري
- الخاص والمشترك  في معاني الشعر
- نثر المنظوم
- تبيين غلط قدامة بن جعفر في كتاب نقد الشعر
- تفضيل شعر امرئ القيس على الجاهليين
- كتاب فعلتُ وأفعلتُ
- ديوان شعر نحو 100 ورقة
- الحروف من الأصول في الأضداد
- كتاب القاضي

## وصلات خارجية
- الموسوعة العربية، الآمدي (الحسن بن بشر)